# Haldaneeffekten
Haldaneeffekten (efter J.B.S. Haldane) är en effekt som innebär att förhöjt partialtryck av syrgas (pO2) kommer att tränga undan koldioxid från hemoglobin . Högre syrgaskoncentration i blodet kommer alltså att göra att koldioxidtrycket i blodet ökar.
Mekanismen beror på hemoglobinets förmåga att buffra vätejoner . Hemoglobin som har bundit syrgas (HbO2) är en starkare syra än hemoglobin utan syrgas. Den starkare syran binder inte protoner lika hårt. Vid ökande pO2 kommer den ökande koncentrationen fria protoner att förskjuta reaktionen H+ + HCO3− ↔ H2CO3 ↔ CO2 + H2O åt höger och således frigöra CO2 ur blodet. Detta sker alltså i en omgivning med högt syretryck såsom i lungan.